# 片山正中

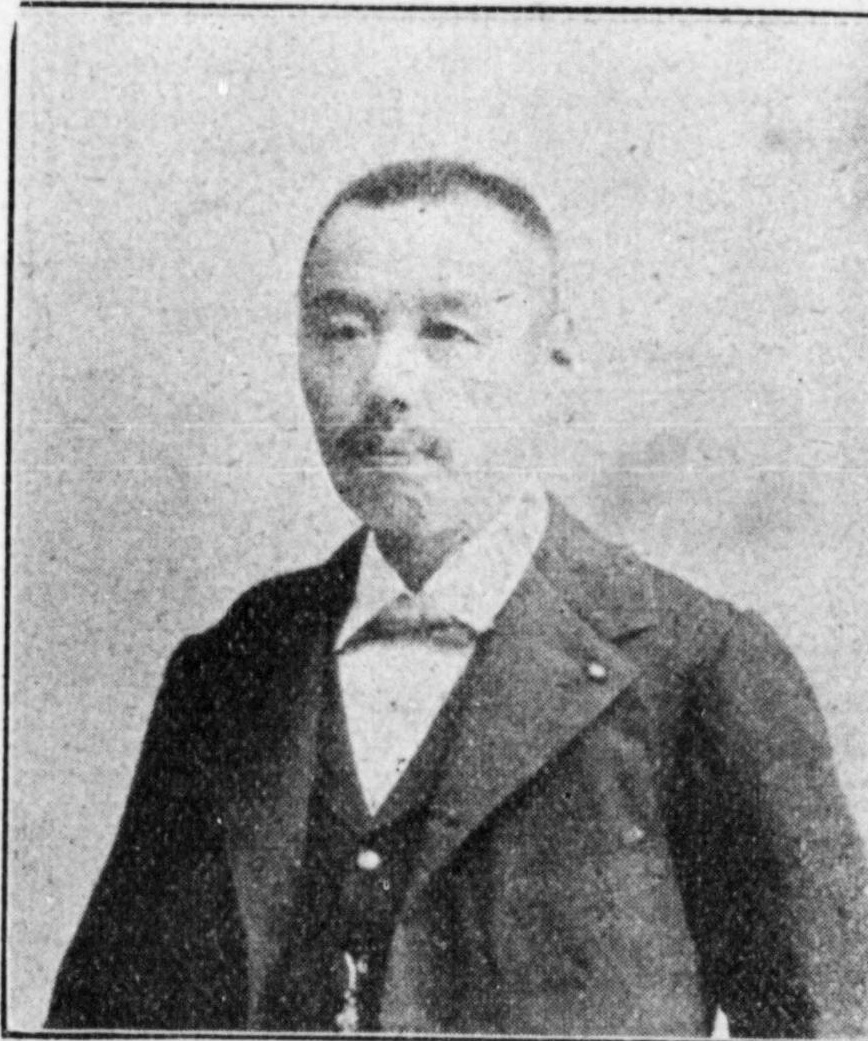
片山正中

片山 正中（かたやま せいちゅう、1846年11月10日（弘化3年9月22日）- 1911年（明治44年）6月11日）は、明治期の公吏、政治家。衆議院議員、京都市会議長。

## 経歴
山城国京都（現京都府 京都市）で、片山長兵衛の二男として生まれる。幼くして読書を好み、国典漢籍を学び、ヨーロッパ各国の歴史に精通した。
1875年（明治8年）京都総区長に就任。1877年（明治10年）京都府属となり、1893年（明治26年）愛宕郡長に就任。1897年（明治30年）下京区長となり、5年間在任して退官した。
1902年（明治35年）8月、第7回衆議院議員総選挙（京都府京都市、壬寅会）で初当選し、1904年（明治37年）3月の第9回総選挙（京都府京都市、甲辰倶楽部）でも再選され、衆議院議員に通算2期在任。また、京都市会議員にも選出され、同議長も務めた。